# 摩尼教分裂
摩尼教分裂（英語：Manichaean schisms），又称摩尼教东西教会分裂（英語：East–West Schism of Manichaean Church），发生在公元6世纪到至少10世纪期间。受制于不同地区地理和政策的差异分化，摩尼教在客观上分出了许多教派。摩尼教历史上首次正式的分裂则始于6世纪末期宣布自西方巴比伦教廷独立出来的东方电那勿派，此后各派系分分合合，在各地政权的禁令与迫害中求生，而最终得以幸存至今的仅剩下中国东南（主要是福建和浙江南部）依托佛教与道教而传播的中国摩尼教体系。

## 历史
在传统上，摩尼教的教廷圣座位于巴比伦的泰西封，又称巴比伦教廷（英語：See of Babylon）。由于美索不达米亚地区政权对摩尼教的持续迫害，摩尼教的主要势力转移到了河中地区，以粟特人为主要信奉群体。至公元6世纪，使徒末阿莫创建了中亚教团，奉撒特-奥尔密兹德为首领，并以电那勿派的名义宣布自巴比伦教廷独立。值得注意的是，东西方教会的分裂并不是因为任何教义上的冲突而导致的。
阿拉伯人在卡迪西亚战役中获胜后，一部分从迫害中获得短暂喘息的摩尼教徒自呼罗珊地区迁回了美索不达米亚。至7世纪末米尔（Mihr）继任摩尼教教宗后，下令放宽了摩尼教关于社会关系（阿拉伯语罗马化：wisallat）的诸多规则，东西方的分裂由此得以和解。
750年，阿拔斯王朝的统治者又开始了针对摩尼教的迫害。783年，在哈里发麦海迪的命令下，巴格达成立了针对二神教的宗教裁判所，利用极为残酷的手段消灭摩尼教徒。这一做法在哈里发穆格台迪尔统治时期得到延续，大量摩尼教徒逃亡呼罗珊。呼罗珊萨曼王朝的君主纳速尔二世想要杀掉他们，但在高昌回鹘的压力下不得不停止。至此，呼罗珊彻底成为摩尼教新的中心。

## 后续
摩尼教教宗米尔的继任者是扎德·胡尔穆兹（Zad Hurmuz），再下一位继任者米科拉斯（Miqlās）再次下令恢复米尔放宽的限制规则，使得希望放松规则的米赫里亚派（Mihriyya）和支持严格规则的米科拉斯派（Miqlāsiyya）再次分裂。从呼罗珊中发现的文献证明这一分裂至少在880年代仍然严重存在。
部分粟特人将摩尼教继续向东传播，传入了当时的唐朝，成为三夷教之一。摩尼教先被唐朝统治者保护，而在會昌毀佛后再次遭到迫害，最终仅在中国东南地区依托其他宗教得以存续。